# Конец света (фильм, 1931)
Конец света (фр. La Fin du monde) — французский фантастический фильм-драма 1931 года, первая звуковая режиссерская работа Абеля Ганса снята по мотивам одноименного фантастического романа Камиля Фламмариона, опубликованного в 1894 году.

## Сюжет
Фильм начинается с того, что Жан Новалик играет Иисуса Христа в пьесе Страстей Господних. Изабель Болин посещает вместе со своим бойфрендом биржевым промоутером Шомбургом, который очарован блондинистой актрисой, играющей Марию Магдалину, Женевьевой де Мурси. Женевьева бросает вызов своему ученому отцу месье де Мурси, чтобы сделать предложение Жану, который говорит ей, что они не могут пожениться. Вернувшись домой, отец Женевьевы завидует богатому Марциалу Новалику, принимает деньги от Шомбурга, чтобы построить обсерваторию лучше, чем у Новалика, а затем Шомбург объявляет о своем намерении ухаживать за дочерью де Мурси.
Поскольку Жан помогает молодой женщине, подвергающейся насилию, он обвиняется в изнасиловании и получает тяжелое ранение в голову. Шомбург сопровождает Женевьеву на шикарную вечеринку, но забирает ее к себе домой и насилует. В своей обсерватории Мартиал обнаруживает комету Лекселла находится на курсе столкновения с Землей. Жан сам начинает предсказывать грядущий Апокалипсис и утверждает, что катаклизм пришел, чтобы "спасти сердца людей". Мартиал доверяет своим коллегам, что комета ударит через 114 дней. После того, как Жан попадает в сумасшедший дом, Марциал и Женевьева слушают его фонограммы, которые учат Женевьеву отказаться от своей мирской жизни и помочь Марциалу ввести новое Мировое правительство. Голос Джин говорит им, что они должны пожениться и стать пастухом и пастушкой человечества. Женевьева видит видение Жана как Христа.